# Запольский, Михаил Фёдорович
Михаил Фёдорович Запольский (1866—?) — русский военачальник, генерал-майор.

## Биография
Родился 16 февраля (28 февраля по новому стилю) 1866 года в православной семье Фёдора Запольского.
Образование получил в Тифлисском кадетском корпусе. В военную службу вступил 28 августа 1883 года.
Окончил 1-е военное Павловское училище и был выпущен в 3-й Кавказский стрелковый батальон. Подпоручик (ст. 14.08.1884). Поручик (ст. 14.08.1888). Штабс-капитан (ст. 21.04.1891). Капитан (пр. 1899; ст. 15.03.1899; за отличие). Подполковник (ст. 19.11.1906). Полковник (пр. 1910; ст. 06.12.1910; за отличие).
На 1 марта 1914 года служил в 80-м пехотном Кабардинском полку. Участник Первой мировой войны. Командир 15-го Кавказского стрелкового полка с 30 марта 1915 года. На 19 декабря 1915 года находился в том же чине и должности.
Генерал-майор (пр. 02.06.1916; ст. 26.06.1915). На 20 июля 1916 года — в том же чине командующий тем же полком. На октябрь 1916 — командир бригады 4-й Туркестанской стрелковой дивизии. За отличия командиром 15-го Кавказского стрелкового полка награждён орденом Св. Георгия 4-й степени (ВП 15.10.1916).
После Октябрьской революции служил в армии Украинской Державы (с 14.04.1918). Генерал-хорунжий. Помощник начальника канцелярии Военного Министерства. На 21 ноября 1918 года находился в той же должности. Дальнейшая судьба неизвестна.
Дата и место смерти неизвестны.

## Награды
- Награждён орденом Св. Георгия 4-й степени (15 октября 1916) и Георгиевским оружием (20 июля 1916).
- Также награждён орденами Св. Анны 3-й степени (1906); Св. Станислава 2-й степени (1910); Св. Владимира 4-й степени (1913); Св. Владимира 3-й степени с мечами (1915).